# Star Valley (Arizona)
Star Valley – miasto w Stanach Zjednoczonych, w stanie Arizona, w hrabstwie Gila.